# 학원 만화
학원 만화(学園漫画)는 만화의 한 장르이다. 학교를 무대로 한 만화로, 넓은 의미로는 학생을 소재로 한 만화도 포함된다.

## 대표 작품
- 짱구는 못말려
- 카드캡터 체리
- 마루코는 아홉살
- 아이들의 장난감
- 반항하지마
- 고쿠센
- 크게 휘두르며
- 쿠로코의 농구
- 노래의 왕자님
- 꿈빛파티시엘
- 캐릭캐릭체인지
- 테니스의 왕자
- 마법선생 네기마!
- 슈퍼 갤즈
- 미르모 퐁퐁퐁
- 토라도라!
- 탄카나 귀멸학원
- 하이스쿨 D×D